# Gazipur
Gazipur (ben. গাজীপুর) je bangladeški grad koji je središte istoimenog kotara Gazipur te je smješten unutar divizije Dhaka. Na površini od 49,32 km² živi 123.531 stanovnika. Zbog toliko velike prenapučenosti (koja je karakteristična za Bangladeš), na kvadratnom kilometru grada živi preko 2.500 ljudi.
U gradu se nalazi trening centar nacionalne izviđačke organizacije te vojno-industrijski kompleks Bangladesh Ordnance Factories koji proizvodi oružje za potrebe bangladeške vojske.